# Comuna Berislăvești, Vâlcea
Berislăvești este o comună în județul Vâlcea, Muntenia, România, formată din satele Berislăvești, Brădișor, Dângești, Rădăcinești, Robaia, Scăueni și Stoenești (reședința).
Pe teritoriul comunei Berislăvești se găsesc monumente arhitectonice cum ar fi Mănăstirea Berislăvești și Castrul Roman Rădăcinești.

## Mănăstirea Berislăvești
Mănăstirea este localizată chiar pe malul râului Coisca. Acest ansamblu monastic se află pe lista monumentelor istorice aflate în planul național de restaurare al Ministerului Culturii și Cultelor pe anul 2006.
Mănăstirea este datată din 1753 - 1767.
Ansamblul monastic cuprinde: o incintă fortificată, case egumenești, un turn clopotniță și o biserică. În incinta fortificată casele egumenești sunt amplasate pe latura de nord și au remarcabile pivnițe boltite. Pe latura vestică a ansamblului se găsește turnul clopotniță. Biserica este amplasată în centru și servește în prezent ca biserică parohială.
Din 2006 s-a început construcția unui alt lăcaș de cult pe malul celălalt al râului, chiar în dreptul vechii biserici. Din 2015 mănăstirea a redevenit la statutul ei inițial, acela de chinovie monahală. Prin decizia IPS Varsanufie avand in vedere dispozitiile legale, privitor la numirea, potrivit prevederilor din statutul de functii in conformitate cu art. 88 lit. n din Statutul pentru Organizarea si Functionarea Bisericii Ortodoxe Romane, a decis ca Protos. Efrem Gavrila sa fie staret al manastirii Berislavesti.

## Castrul Roman Rădăcinești
Tot în planul de reabilitare și introducerea în circuitul turistic se află și Castrul Roman Rădăcinești localizat pe teritoriul comunei Berislăvești.

## Demografie
Componența etnică a comunei Berislăvești
     Români (93,92%)
     Alte etnii (6,08%)
Componența confesională a comunei Berislăvești
     Ortodocși (93,8%)
     Alte religii (0,12%)
     Necunoscută (6,08%)
Conform recensământului efectuat în 2021, populația comunei Berislăvești se ridică la 2.418 locuitori, în scădere față de recensământul anterior din 2011, când fuseseră înregistrați 2.769 de locuitori. Majoritatea locuitorilor sunt români (93,92%). Din punct de vedere confesional, majoritatea locuitorilor sunt ortodocși (93,8%), iar pentru 6,08% nu se cunoaște apartenența confesională.

## Politică și administrație
Comuna Berislăvești este administrată de un primar și un consiliu local compus din 11 consilieri. Primarul, Nicolae Popescu[*], de la Partidul Social Democrat, este în funcție din octombrie 2020. Începând cu alegerile locale din 2024, consiliul local are următoarea componență pe partide politice:
|  | Partid                          | Consilieri | Componența Consiliului | Componența Consiliului | Componența Consiliului | Componența Consiliului | Componența Consiliului | Componența Consiliului | Componența Consiliului |
|  | ------------------------------- | ---------- | ---------------------- | ---------------------- | ---------------------- | ---------------------- | ---------------------- | ---------------------- | ---------------------- |
|  | Partidul Social Democrat        | 7          |                        |                        |                        |                        |                        |                        |                        |
|  | Partidul Național Liberal       | 2          |                        |                        |                        |                        |                        |                        |                        |
|  | Alianța pentru Unirea Românilor | 1          |                        |                        |                        |                        |                        |                        |                        |
|  | Popescu Vasile                  | 1          |                        |                        |                        |                        |                        |                        |                        |

## Personalități născute aici
- Lazăr Niculescu (1882 - 1979), preot, politician;
- Gabriel Bălănescu (1913 - 1986), jurnalist emigrat în SUA;
- George Boroi (n. 1964), atlet.